# 德阿特利島
德阿特利島（英語：DeAtley Island），是南極洲的島嶼，位於帕爾默地，處於斯帕茨島以東19公里，由美國探險隊發現和繪入地圖，現時由南極條約體系管理。